# Abdón Castañeda

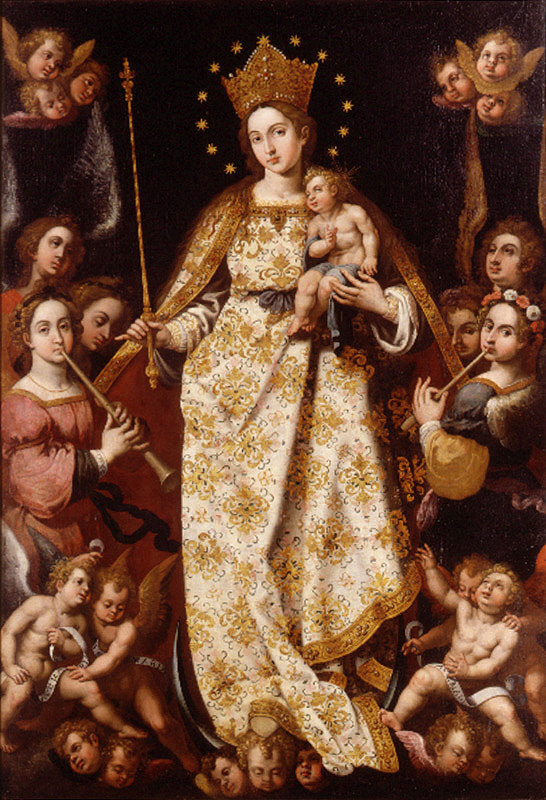
La Virgen con ángeles músicos, óleo sobre lienzo, 206 x 140 cm, Museo de Bellas Artes de Valencia.

Abdón Castañeda (c. 1580-Valencia, 30 de septiembre de 1629), pintor barroco español del círculo de los Ribalta, mencionado elogiosamente por las fuentes, que llegan a decir que sus obras podían confundirse con las de aquellos, pero prácticamente desconocido en la actualidad.

## Biografía
La primera noticia que de él ha llegado es de enero de 1599, en una carta nupcial con Lucía Ximeno, en la que aparece ya con oficio de pintor. En 1602, en la primera noticia referida a su trabajo, se le encuentra ocupado por el patriarca Juan de Ribera en tareas menores. En 1607 se le mencionaba como ausente en la constitución del Colegio de Pintores de Valencia. Dos años después reaparecerá dorando los marcos de la serie de retratos de obispos de la catedral de Valencia. No hay más noticias de él hasta 1616, fecha de su inscripción en el mencionado Colegio de Pintores. Hacia 1620 se trasladó a Segorbe (Castellón), para trabajar en unión de Juan Ribalta y Vicente Castelló en el monasterio de agustinas de San Martín, correspondiéndole —según Orellana— los retablos de la Concepción y Santa Úrsula, concluidos en 1623. En ellos su estilo se define por el alargado canon de sus figuras, verticales y sin apenas movimiento, de rostro ovalado, amable y escasamente expresivo, rodeadas por una multitud de angelitos carnosos de concepción arcaica. No menos arcaicas son las túnicas, con estampaciones de oro minuciosamente descritas, lejos del naturalismo ribaltesco con el que presuntamente se confundirían sus obras. Los mismos rasgos se aprecian en la Virgen con ángeles músicos del Museo de Bellas Artes de Valencia, procedente del convento de la Puridad de Valencia, carente de documentación pero indudablemente relacionado con estas obras de Segorbe.
El mismo equipo formado por Juan Ribalta, Vicente Castelló y Abdón Castañeda ejecutó entre 1621 y 1626 las puertas del retablo de Andilla, próximo a Segorbe, donde le corresponderían los Desposorios de la Virgen y la Huida a Egipto, en mal estado de conservación. Tras estos trabajos no habrá más noticias documentadas que la de su muerte el 30 de septiembre de 1629 en Valencia, pero Antonio Ponz le asignaba algunas obras, actualmente desaparecidas, en los conventos de Santa Úrsula y Santa Catalina de Sena, en este último formando parte de un retablo en el que también había pinturas de Francisco Ribalta, Gregorio Bausá y Vicente Requena el Joven.